# Maison Henri Alexandre
Ne doit pas être confondu avec Maison Jules Alexandre.
La maison Henri Alexandre est un immeuble réalisé en style Art nouveau par l'architecte Joseph Barsin en 1907 et situé en Outremeuse à Liège, en Belgique. Elle a été construite pour Henri Alexandre, un constructeur mécanicien.

## Situation
L'immeuble se situe à Liège au no 9 de la rue Ernest de Bavière, une des trois artères bordant la place de l'Yser. Plusieurs autres immeubles de cette rue présentent des éléments de style Art nouveau comme la maison Defeld due à Victor Rogister au no 19 mais aussi aux nos 4, 14, 15, 16 et 17. Sur le boulevard de l'Est tout proche, se trouve la maison Meyers et sur la rue Saint-Éloi, la maison Corombelle.

## Description
Cet immeuble est représentatif de la tendance Art nouveau floral initiée à Bruxelles dès 1893 par Victor Horta et caractérisée par la fameuse "ligne en coup de fouet" alors que la plupart des maisons de style Art nouveau à Liège se rattachent plutôt à la tendance Art nouveau géométrique chère à Paul Hankar et à Paul Jaspar. La façade asymétrique compte deux travées et quatre niveaux (trois étages). La travée de gauche où se trouve la porte d'entrée est la plus étroite. La travée de droite est légèrement en ressaut depuis le premier étage jusqu'au sommet. Deux matériaux sont utilisés : la brique blanche vernissée (brique de Silésie) et la pierre bleue pour le soubassement, les encadrements et les bandeaux horizontaux. 
On remarque particulièrement le linteau de la baie du rez-de-chaussée (sur la travée de droite) en pierre de taille aux courbes bombées et en coup de fouet (présence en son centre d'une grande fleur au pétales tombants) et l'encadrement de la baie d'imposte aux contours plus anguleux. Les ferronneries aux lignes courbes mettent en scène des motifs de feuilles de marronniers et de quelques marrons sur la partie supérieure de la porte d'entrée, sur la baie d'imposte ainsi qu'au balcon du deuxième étage. Les baies comportent un ou plusieurs larmiers. La travée de gauche présente un oriel de deux niveaux sur base arrondie en retrait par rapport au plan du bâtiment. Elle se termine par un fronton surmonté par deux épis de métal.

## Céramiques
La maison Henri Alexandre possède deux panneaux de céramiques placés aux allèges des baies des premier et deuxième étages de la travée de gauche. 
Au premier étage, le panneau de céramiques représente un motif de fleurs orange, violettes, rouges et bleues. 
Au deuxième étage, les céramiques racontent l'histoire du quartier en faisant figurer la maison Porquin, imposante demeure du XVIe siècle à l'origine de l'ancien hôpital de Bavière. Cette maison fut détruite en 1904 soit trois années avant la construction de l'immeuble. La présence de cette céramique a pour but de se souvenir de cette ancienne demeure historiquement importante pour les Liégeois.

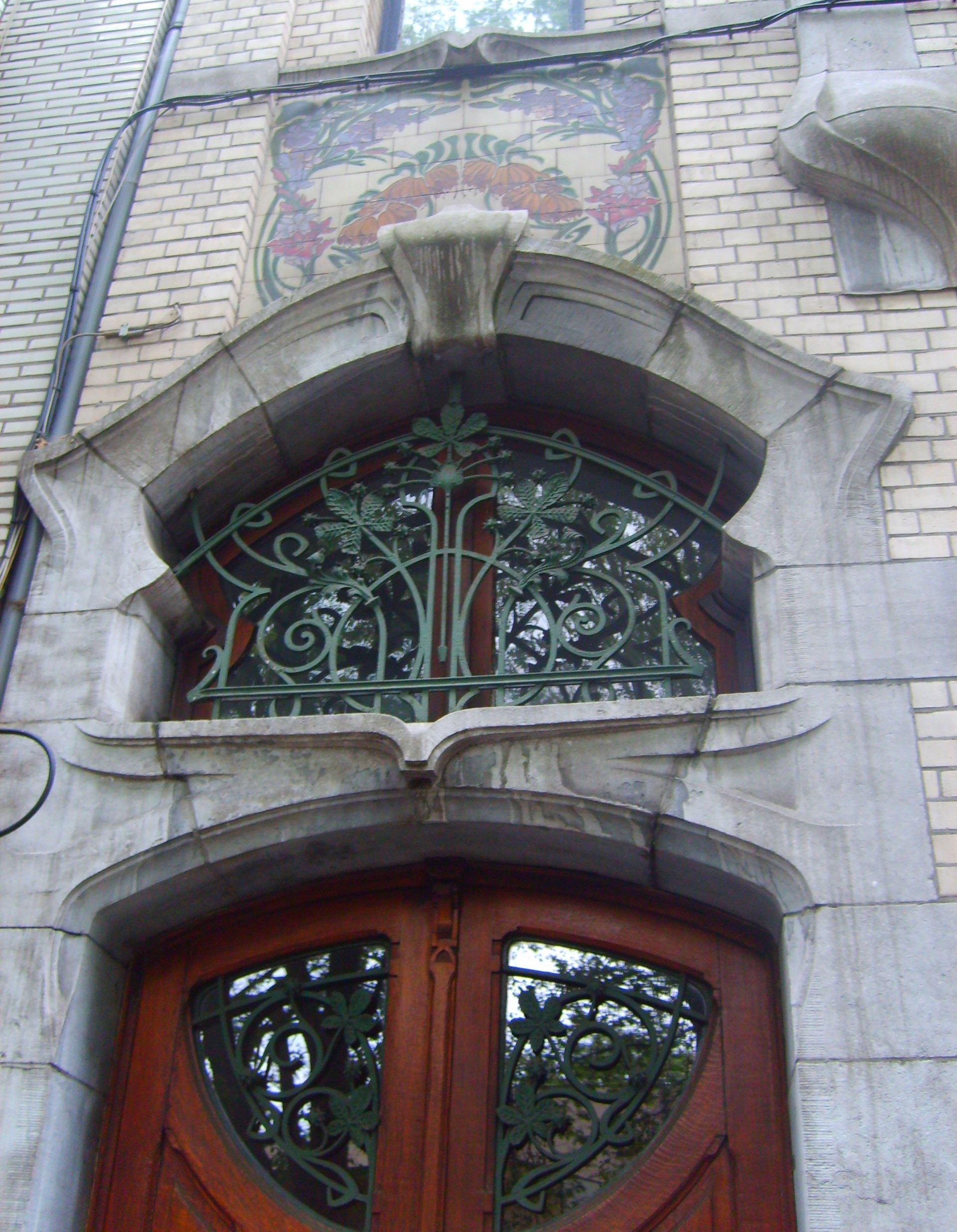
Maison Henri Alexandre : ferronneries en feuilles de marronniers

## Sources
- Alice Delvaille et Philippe Chavanne, L'Art nouveau en Province de Liège, 2002, pages 72/73,  (ISBN 2-87114-188-6)
- « Inventaire du patrimoine culturel immobilier - Maison Henri Alexandre », sur spw.wallonie.be (consulté le 30 octobre 2017)